# RAIR microcomputer Business Computer
RAIR microcomputer Business Computer (Business Computer) је професионални рачунар фирме RAIR microcomputer који је почео да се производи у Сједињеним Америчким Државама током 1983. године.
Користио је 16-битну Intel 8088 + 8-битну Intel 8085 микропроцесорску јединицу а RAM меморија рачунара је имала капацитет од 256 KB (1 MB највише). 
Као оперативни систем кориштен је CP/M, M/PM, PC-DOS.

## Детаљни подаци
Детаљнији подаци о рачунару Business Computer су дати у табели испод.
|                       | |
| [ 1 ]                 | |
| Произвођач            | |
| Тип                   | професионални рачунар                                                                                      |
| Меморија              | 256 (1 највише)                                                                                            |
| Поријекло             | Сједињене Америчке Државе                                                                                  |
| Година                | 1983 |
| Тастатура             | Тастатура са пуним помаком тастера, 83 тастера, 10 програмибилних функцијских тастера, нумеричка тастатура |
| Процесор              | 16-битни Intel 8088 + 8-битни Intel 8085                                                                   |
| Фреквенција процесора | |
| RAM                   | 256 (1 највише)                                                                                            |
| ROM                   | |
| Текст                 | 80 x 25 знакова                                                                                            |
| Графика               | |
| Боја                  | 8 |
| Звук                  | непознато                                                                                                  |
| Димензије             | непознато                                                                                                  |
| Портови               | |
| Оперативни систем     | |